# Inny słownik języka polskiego
Inny słownik języka polskiego – jednojęzyczny słownik języka polskiego pod redakcją Mirosława Bańki, opublikowany w 2000 roku nakładem Wydawnictwa Naukowego PWN. Objętość słownika wynosi 2 tomy (A–Ó i P–Ż), 45 tys. artykułów hasłowych, na które składa się 100 tys. pozycji leksykalnych i zilustrowanych 150 tys. przykładów. W 2014 roku ukazało się drugie wydanie słownika, niezmienione.
Słownik odznaczał się rewolucyjną jak na polskie zwyczaje metodologią leksykograficzną, zaczerpniętą z Collins COBUILD Advanced Learner’s Dictionary. Zapożyczono zarówno projekt graficzny strony – dwie kolumny, jedna z treścią słownika, druga, mniejsza, z kwantyfikatorami gramatycznymi – jak i sposób formułowania haseł.

## Hasła
Hasła definiowane są bez elementów encyklopedycznych, pisane pełnymi zdaniami, objaśniające wyrazy z kontekstem i zawierające przykłady użycia w zdaniach. Słownik nie jest normatywny i nie zawiera ocen poprawnościowych ani stylistycznych, a jedynie weryfikuje znaczenia poprzez przykłady z korpusu. Słownik cechuje się analitycznym podejściem do haseł i unikaniem opisywania desygnatów w sposób synonimiczny. Przykładowo słowo kłaniać się zdefiniowano w następujący sposób: Jeśli kłaniamy się komuś, to pochylamy się lekko w jego stronę, pochylamy głowę lub zdejmujemy nakrycie głowy na znak, że witamy lub żegnamy się z nim, dziękujemy za coś lub chcemy mu okazać szacunek.

## Odbiór
Słownik był pozycją nowatorską na rynku, a jego ocena nie była jednoznaczna. Krytykowano zwłaszcza prostotę definicji haseł, żartując nawet, że jest to słownik dla szóstoklasisty. Obszerność definicji, zdaniem krytyków, niepotrzebnie rozdmuchała wymiary słownika. Pozytywne recenzje podkreślały opis najczęściej stosowanych słów współczesnej polszczyzny oraz odwołanie się do korpusu przy selekcji i waloryzacji form językowych.